# Marczinka Csaba
Marczinka Csaba (Budapest, 1967. augusztus 15. –) író, költő, történész, irodalomtörténész, művészeti író, újságíró, drámaíró, esszéista, és forgatókönyvíró.

## Életrajz
A budai Petőfi Sándor Gimnáziumba (korábban: Werbőczy Gimnázium) járt középiskolába 1981–1985 között. Már ekkor részt vett az iskola irodalmi pályázatain verseivel. Ez után 1987-ig az Eötvös Loránd Tudományegyetem Általános Iskolai Tanárképző Főiskolai Karára (ÁITFK) járt magyar-történelem szakra, majd fölvették az ELTE Bölcsészettudományi Karára (BTK), ahol történelem szakon tanult és 1992-ben diplomázott. Később, 1995–2002 között elvégezte a magyar nyelv és irodalom szakot is.
1994-től publikál rendszeresebben, többek között az Élet és Irodalom, a Magyar Napló, a Parnasszus, a POLÍSZ, a Pannon Tükör, a Palócföld, a 2000, az Agria, a Bárka, a Szőrös Kő, a Prae és más folyóiratok hasábjain. Eleinte főleg verseket publikált, később cikkei, tanulmányai és prózái (novella, regényrészlet) is megjelentek. Három önálló kötete (2 verseskötet és egy esszékötet) jelent meg, de szerepelt több antológiában is.
Irodalmi munkássága mellett művészeti tárgyú cikkeket, illetve irodalmi és történelmi tárgyú tanulmányokat is ír. Emellett performansszal és filmezéssel is foglalkozik.
Tagja a Magyar Írószövetségnek, a József Attila Társaságnak, a Szépírók Társaságának és tiszteletbeli tagja a Fiatal Írók József Attila Körének.

## Díjai
- Jeney-Király Alapítvány és XI. ker. önkormányzat díja, 1999
- HÖK kulturális ösztöndíja, 1997 és 2000
- Jenei–Király irodalmi pályázat II. díja, 1999

## Publikációi
Önálló megjelenések
- Előszó a halálhoz - verseskötet (Alterra Kiadó, 1997)
- Ki lopta el az ortho-doxámat? - verseskötet (Littera Nova, 2001)
- Impériumváltozás fazonigazítással. A pénzuralom történetéből - tanulmány[1] (NAP Alapítvány, Dunaharaszti, 2009)
- Örök Évi-fantáziák - kisregény (Garbo Kiadó, 2017)[2]
- .Dévaj Szent Feri és Matyinetti őrmester - verseskötet (Rím Kiadó, 2018)[3][4]
- Habókos hommage-ok (e-könyv) (verseskötet) (Tollforgató Archivált Világ Alapítvány, 2021)

Antológiák és tanulmánygyűjtemények – válogatás
- Igennem - antológia (Eötvös Kiadó, 1998)
- Erotikon - antológia (Alterra Kiadó, 1998)
- Holdfogadkozás - Berzsenyi Társaság antológiája (1999)
- A XXI. század költői (Petőfi Szülőház Alapítvány és Kiskőrös, 2008)
- Arcok és énekek (Rím Kiadó, 2011)
- Arcok és énekek (Rím Kiadó, 2012, 2013)
- Verstörténés (Irodalmi Jelen, 2013)
- Budapest - antológia (Antológia Kiadó, 2013)
- Rondó a vadonban - a Nagy Lajos Társaság antológiája (Napkút, 2013)
- Magyarország és a Balkán társadalmi kapcsolatai - tanulmánygyűjtemény (Bolgár Kulturális Fórum, 2011)
- Szép Versek (Magvető, 2016)
- Kedvesebb hazát - a Nagy Lajos Irodalmi és Művészeti Társaság antológiája (Nagy Lajos Kiadó, 2016)[5][6]
- Szép Versek (Magvető, 2017)